# WWE-pay-per-viewevenementen 2006
De WWE-pay-per-viewevenementen in 2006 bestond uit professioneel worstelevenementen, die door de WWE werden georganiseerd in het kalenderjaar 2006.
In 2006 introduceerde de organisator, toen de World Wrestling Entertainment genaamd, geen nieuwe evenementen, maar er stond wel een nieuwe naam in de rooster en dat was Cyber Sunday, die Taboo Tuesday opvolgde. Het December to Dismember keerde na een afwezigheid van elf jaar eenmalig terug.

## WWE-pay-per-viewevenementen in 2006
| Datum             | Evenement               | Locatie                 | Stad                       |
| ----------------- | ----------------------- | ----------------------- | -------------------------- |
| 8 januari 2006    | New Year's Revolution   | Pepsi Arena             | Albany (New York)          |
| 29 januari 2006   | Royal Rumble            | American Airlines Arena | Miami                      |
| 19 februari 2006  | No Way Out              | 1st Mariner Arena       | Baltimore                  |
| 2 april 2006      | WrestleMania 22         | Allstate Arena          | Rosemont (Illinois)        |
| 30 april 2006     | Backlash                | Rupp Arena              | Lexington (Kentucky)       |
| 21 mei 2006       | Judgment Day            | US Airways Center       | Phoenix (Arizona)          |
| 11 juni 2006      | ECW One Night Stand     | Hammerstein Ballroom    | New York                   |
| 25 juni 2006      | Vengeance               | Charlotte Bobcats Arena | Charlotte (North Carolina) |
| 23 juli 2006      | The Great American Bash | Conseco Fieldhouse      | Indianapolis               |
| 20 augustus 2006  | SummerSlam              | TD Banknorth Garden     | Boston                     |
| 17 september 2006 | Unforgiven              | Air Canada Centre       | Toronto                    |
| 8 oktober 2006    | No Mercy                | RBC Center              | Raleigh (North Carolina)   |
| 5 november 2006   | Cyber Sunday            | U.S. Bank Arena         | Cincinnati                 |
| 26 november 2006  | Survivor Series         | Wachovia Center         | Philadelphia               |
| 3 december 2006   | December to Dismember   | James Brown Arena       | Augusta (Georgia)          |
| 17 december 2006  | Armageddon              | Richmond Coliseum       | Richmond (Virginia)        |